# Langó Péter
Langó Péter (Jászberény, 1972.) magyar régész.

## Életpályája

### Iskolái
1999-ben és 2000-ben végzett az Eötvös Loránd Tudományegyetem történelem és régészet szakjain. 2013-ban az Eötvös Loránd Tudományegyetem Régészeti Intézetének Doktori Iskolájában summa cum laude minősítéssel védte meg doktori értekezését.

### Pályafutása
1995‒2000 között a Magyar Nemzeti Múzeum, majd 2000–2001 között a székesfehérvári Szent István Király Múzeum régész munkatársa. 2001-től a Magyar Tudományos Akadémia Bölcsészettudományi Kutatóközpont Régészeti Intézetének kutatója, 2017-től tudományos munkatársa. 2012-től a BTK Magyar Őstörténeti Témacsoport tagja. 2018-tól a Pázmány Péter Katolikus Egyetem Régészettudományi Intézetének adjunktusa, 2019-től docense.

## Munkássága
Részt vett a 10. századi magyarság genetikai hátterét érintő archaeogenetikai kutatásokban, és a 10. századi éremmellékletes sírokat érintő anyagösszetételi vizsgálatokat végző nemzetközi együttműködésben. 2003-tól több regionális múzeum honfoglalás- és középkori kiállításának volt társrendezője és szakértője. 2008–2010 között a Szíriai–Magyar Régészeti Misszió munkájában volt szerepe. 2013-tól az Innsbrucki Egyetem felkérésére a Fertő-tó környéki régészeti emlékanyag kutatásában is részt vesz. Elsősorban a kora középkori és az Árpád-kori Kárpát-medence regionális kapcsolatrendszerével foglalkozik. 

## Elismerései
- 2006 Akadémiai Ifjúsági Díj
- 2006 Talentum Akadémiai Díj
- 2013–2017 között a Magyar Tudományos Akadémia Bolyai János Kutatási Ösztöndíjasa

## Művei
- 2003 Honfoglalás kori női sír Szentes Derekegyházi oldal határrészéből. Szentes. (tsz. Türk Attila)
- 2003 Ezüstbe öltözött lányok. Honfoglalás kori sírok Harta határában. Kalocsa. (tsz. Kustár Rozália)
- 2006 A Kárpát-medence 10. századi emlékanyagának kutatása mint nemzeti régészet. Kutatástörténeti áttekintés. In: Korall 24–25.
- 2007 Amit elrejt a föld... A 10. századi magyarság anyagi kultúrájának régészeti kutatása a Kárpát-medencében. Budapest. ISBN 9789639683952
- 2011 Régészeti adatok a Kárpát-medence 10-11. századi hagyatékának bulgáriai kapcsolatrendszeréhez I. A csüngős veretek. MFMÉ – StudArch 12, 517–528. (tsz. Türk Attila)
- 2014 A jászberényi Lehel-kürt. In: Jászberény története a kezdetektől a reformkorig.
- 2017 Turulok és Árpádok. Nemzeti emlékezet és koratörténeti emlékek. Budapest. ISBN 9789632799353